# St Catherine's Oratory
St Catherine's Oratory är en medeltida fyr på St Catherines Hill på Isle of Wights sydkust.
Fyren är allt som är kvar av ett medeltida kapell som byggdes av Chale Walter de Godeton som botgöring för plundringen av ett skeppsvrak i Chale Bay den 20 april 1313.
Det förolyckade fartyget, St Marie of Bayonne, var lastat med vinfat till ett franskt kloster och kyrkan hotade Godeton med bannlysning om han inte lät bygga ett kapell och en fyr på platsen. Fyren tändes och släcktes av prästerna fram till klosterupplösningen på 1500-talet. Resterna av kapellet grävdes ut år 1891. Fyrplatsen förvaltas av English Heritage och kan besökas.

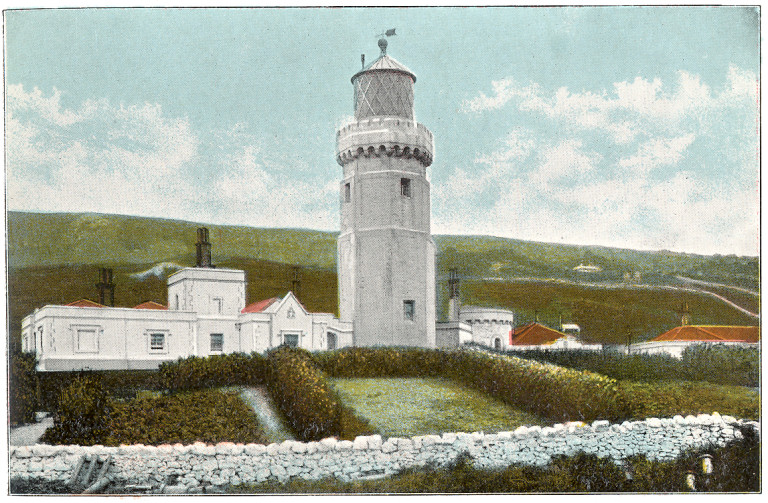
Den nya fyren, cirka 1910.

I mitten av 1800-talet byggdes en ny fyr väster om Niton och nedanför den gamla fyrplatsen som ofta doldes av dimma.